# بخش کلونتارف، شهرستان سوئیفت، مینه سوتا
بخش کلونتارف (به انگلیسی: Clontarf Township) یک منطقهٔ مسکونی در ایالات متحده آمریکا است که در شهرستان سوئیفت، مینه‌سوتا واقع شده‌است.
 بخش کلونتارف ۸۷٫۹ کیلومتر مربع مساحت و ۸۰ نفر جمعیت دارد و ۳۱۴ متر بالاتر از سطح دریا واقع شده‌است.